# Sistema FORAN

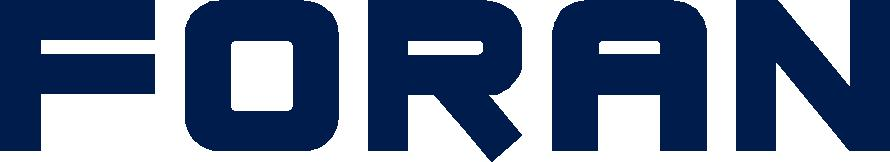
Logotipo Sistema FORAN

O Sistema FORAN (do espanhol «Formas Analíticas») é um sistema de CAD/CAM/CAE naval criado pela SENER para o projeto e produção de qualquer tipo de navio e unidade offshore. Trata-se de um sistema multidisciplinar e integrado, que pode ser utilizado em todas as fases de projeto e produção do navio incluindo todas as disciplinas associadas ao projeto e produção. O Sistema agrupa toda a informação em uma base de dados única. O FORAN está focado principalmente no projeto de:
- Navios mercantes, de passageiros, Super Cargueiro Ro-Ro, graneleiros, químicos, porta containers, cimenteiros ou petroleiros.
- Navios militares de superfície e submarinos, para os quais permite realizar um controle de configuração, analisar alternativas de projeto (protótipos), fazer a gestão das formas, materiais e padrões especiais, assim como introduzir critérios personalizáveis.
- Navios específicos, rebocadores e navios de trabalho, navios hotel, pesqueiros, navios de transporte de pesca, oceanográficos etc.
- Offshore seja para plataformas flutuantes ancoradas ou fixas. Navios de transporte de pessoal, manuseio de âncoras, apoio, combate a incêndio e controle de poluição.

A última versão deste Sistema CAD/CAM/CAE é o FORAN V70.

## FORAN V70
Ferramentas comuns: esta versão oferece suporte para caracteres Unicode, uma funcionalidade que permite introduzir texto e gerar informação em idiomas que não utilizam caracteres latinos como o chinês, russo ou coreano. As caixas de diálogo e os menus do FORAN também podem ser traduzidos. Incorpora o novo módulo FVIEWER, um módulo de realidade virtual que substitui o VISUAL3D. O aplicativo aproveita as capacidades das placas de vídeo mais avançadas e permite o processamento de grande volume de informação.

Desenho: é incorporado um novo ambiente 2D baseado no aplicativo QCAD, compatível com o Autocad e utilizado nos módulos para a definição de padrões e normas de estrutura (FNORM), definição de arranjo geral (FGA), e o futuro módulo para a definição de diagramas elétricos e de instrumentação. Também inclui melhorias na obtenção de desenhos de produtos intermediários, vistas simbólicas e geração de vistas a partir do modelo 3D, reduzindo significativamente o tempo requerido para geração destes e a quantidade necessária de alterações nos desenhos finais.

Projeto: um dos desenvolvimentos mais relevantes da nova versão é o módulo FGA para a definição de espaços e arranjo geral do navio em ambientes 2D e 3D, com toda a informação armazenada na base de dados do FORAN. O aplicativo permite gerar desenhos de arranjo geral de forma eficiente. Por outro lado, o módulo para o cálculo da estabilidade probabilística em avaria (FSUBD) oferece agora a possibilidade de considerar estados intermediários de inundação, de acordo com a norma SOLAS. A designação automática de espaços para subzonas também foi melhorada.

Estrutura do casco: o novo módulo FNORM para a definição de padrões de estrutura possui uma interface de usuário que inclui múltiplas janelas simultâneas e pontos de referência; além disso, permite a inclusão de restrições geométricas e oferece um gerenciador de camadas. O aumento de caracteres para a identificação e descrição de blocos, materiais e normas geométricas, assim como a estrutura hierárquica para a definição de padrões e normas geométricas são algumas das capacidades deste módulo há também novas capacidades nos módulos de modelação de estruturas: um algoritmo para representar peças corrugadas com maior precisão, comandos para a verificação da preparação de bordas de chapas e perfis, e um algoritmo de modelagem para representar chapas curvas de casco e conveses de forma mais precisa. O módulo NEST permite nestificar peças idênticas assignadas a diferentes produtos intermediários e mantém a informação para reconhecer cada peça individualmente.

Outfitting: O FORAN V70 incorpora uma nova geração de ferramentas para aprimorar o traçado de tubulações. Dentre outras, algumas características importantes da nova versão se referem ao fato de que não é mais necessária a existência de uma poligonal auxiliar para o traçado da tubulação. Esta pode ser realizada de forma dinâmica, visualizando o modelo sólido e com o auxilio de pontos de referencia. A versão incorpora funcionalidades para o projeto adaptado a produção de cada estaleiro, como um comando para a divisão inteligente de segmentos de tubulação baseado no padrão de comprimento definido na biblioteca de componentes, utilidades para o controle da geração de spools antes da criação dos desenhos, e maior flexibilidade para a criação de elementos de tubulações.

Electricidade: o módulo para o projeto elétrico permite agora gerar os conduítes de cabos com seções não padrão, definir conduítes com cabos dentro das bandejas de cabos e considerá-los nos cálculos de preenchimento da mesma.

Gerenciamento do ciclo de vida do produto (PLM): O FORAN V70 permite a integração com diferentes Sistemas PLM graças a uma solução neutra construída com padrões baseados em xml,serviços web e CORBA.

## FORAN FVIEWER VR
A utilização de um ambiente de realidade virtual (VR, Virtual Reality) contribui com vantagens significativas na indústria da construção naval. A principal delas é poder verificar o modelo a partir das primeiras etapas e corrigir erros, o que significa uma redução considerável dos custos. A VR permite revisar o modelo de forma intuitiva, verificar atributos, medir distâncias, realizar análises de ergonomia, calcular interferências, avaliar modificações do projeto, simular tarefas de montagem, desmontagem e operação etc. O navegador chamado FORAN FVIEWER VR, que faz parte do Sistema FORAN, incorpora a estereoscopia, isto é, a possibilidade de navegar através do modelo em 3D e de ser utilizado com sistemas de rastreamento. O módulo pode ser utilizado em uma navegação com grande interação entre o usuário e o modelo. A solução pode ser empregada tanto em salas de realidade virtual de qualquer dimensão como em soluções portáteis, estações de trabalho etc.

## Capacete de realidade virtual (HMD)
O desenvolvimento de aplicativos no ambiente de realidade virtual dentro do setor naval está em auge. Depois da segunda geração do visualizador para a navegação interativa através da maquete do navio em 3D - FORAN FVIEWER VR - a SENER e a Ingevideo desenvolveram um capacete de realidade virtual (Head Mounting Display). Um capacete de VR HMD é um dispositivo que permite que o usuário visualize e interaja com ambientes 3D de simulação, neste caso aplicado a maquetes 3D geradas no FORAN. A possibilidade de trabalhar em ambientes de realidade virtual representa benefícios e reduções de custos, já que permite executar verificações virtuais de forma interativa e intuitiva.